# Epiphragma (Epiphragma) phaeoxanthum
Epiphragma (Epiphragma) phaeoxanthum is een tweevleugelige uit de familie steltmuggen (Limoniidae). De soort komt voor in het Neotropisch gebied.